# Athletic Club de Castelló
L'Athletic Club de Castelló fou un club de futbol de la ciutat de Castelló de la Plana (la Plana Alta, País Valencià).
El club va ser fundat el maig de 1928. Durant molts anys fou el segon equip de la ciutat per darrere del CE Castelló. Vestia samarreta vermella i blanca i pantaló negre, a imatge de l'Athletic Club de Bilbao.
L'any 1936, l'Sport La Plana es dona de baixa de la Federació i l'Athletic esdevé el principal club de la ciutat. S'estableix al camp del Sequiol i participa a la Lliga Mediterrània de Futbol. L'any 1939 el club desaparegué en fusionar-se amb d'altres entitats de la ciutat, per donar vida al nou CE Castelló.